# Dabney Coleman
Dabney Wharton Coleman (Austin, 3 de enero de 1932-Santa Mónica, 16 de mayo de 2024) fue un actor estadounidense.

## Biografía y carrera

### Primeros años
Coleman nació en Austin, Texas, y era hijo de Mary Wharton Johns y Melvin Randolph Coleman. Se inscribió en el Virginia Military Institute en 1949. Después estudió derecho en la Universidad de Texas, antes de pasarse a la interpretación.

### Incursión actoral
Aunque era un actor de carácter, con un amplio registro y más de 60 películas realizadas, normalmente suele interpretar papeles de zalamero, egoísta, condescendiente, intolerante, generalmente una figura autoritaria con cierta clase, famoso y poderoso y machista. Su fama en este tipo de papeles la ha cimentado con interpretaciones tales como Franklin Hart, Jr. en Nine to Five (1980), el director Ron Carlisle en Tootsie (1982) y el serio John McKittrick en Juegos de guerra (1983). También son conocidas sus interpretaciones en series de culto de la televisión como la de los años 1960 El fugitivo con David Janssen, participando en 1965 en el capítulo Nicest Fella You'd Ever Want to Meet, en el papel de Floyd Pierce, ayudante del sheriff Joe Bob Sims, interpretado por Pat Hingle. Otras participaciones memorables  en televisión incluyen las series Buffalo Bill y The Slap Maxwell Story. También ha puesto su voz al Director Prickly en la serie de Walt Disney Recreo. En 2001 participó en la serie The Guardian, interpretando el papel de Burton Fallin, director de su propio bufete de abogados con la colaboración de su hijo Nick Fallin (Simon Baker).

## Vida personal
Coleman se casó dos veces. Estuvo casado con Ann Courtney Harrell desde 1957 hasta 1959. Tuvo tres hijos de su segundo matrimonio con la actriz Jean Hale con la que estuvo casado desde 1961 hasta 1984. En total, tuvo cuatro hijos: Meghan, Kelly, Randy y Quincy.

### Muerte
El 16 de mayo de 2024, Coleman falleció a los 92 años de edad.

## Filmografía

### Cine y televisión[4]
| Año     | Título                                    | Rol                          | Director                      |
| ------- | ----------------------------------------- | ---------------------------- | ----------------------------- |
| 1965    | La vida vale más                          | Charlie                      | Sydney Pollack                |
| 1966    | Propiedad condenada                       | Vendedor                     | Sydney Pollack                |
| 1968    | El camino de la venganza                  | Jed                          | Sydney Pollack                |
| 1969    | The Trouble with Girls                    | Harrison Wilby               | Peter Tewksbury               |
| 1969    | El descenso de la muerte                  | Mayo                         | Michael Ritchie               |
| 1970    | I Love My Wife                            | Frank Donnelly               | Mel Stuart                    |
| 1973    | Permiso para amar hasta medianoche        | Oficial ejecutivo            | Mark Rydell                   |
| 1974    | The Dove                                  | Charles Huntley              | Charles Jarrott               |
| 1974    | The Towering Inferno                      | Segundo oficial              | John Guillermin               |
| 1975    | Black Fist                                | Heineken (policía)           | Timothy Galfas y Richard Kaye |
| 1975    | Muerde la bala                            | Jack Parker                  | Richard Brooks                |
| 1975    | The Other Side of the Mountain            | Dave McCoy                   | Larry Peerce                  |
| 1976    | La batalla de Midway                      | Cap. Murray Arnold           | Jack Smight                   |
| 1977    | Viva Knievel!                             | Ralph Thompson               | Gordon Douglas                |
| 1977    | Rolling Thunder                           | Maxwell                      | John Flynn                    |
| 1979    | North Dallas Forty                        | Emmett Hunter                | Ted Kotcheff                  |
| 1980    | Pray TV                                   | Marvin Fleece                | Rick Friedberg                |
| 1980    | Nine to Five                              | Franklin M. Hart Jr.         | Colin Higgins                 |
| 1980    | Nothing Personal                          | Dickerson                    | George Bloomfield             |
| 1980    | How to Beat the High Co$t of Living       | Jack Heintzel                | Robert Scheerer               |
| 1980    | Melvin and Howard                         | Juez Keith Hayes             | Jonathan Demme                |
| 1981    | En el estanque dorado                     | Bill Ray                     | Mark Rydell                   |
| 1981    | Modern Problems                           | Mark Winslow                 | Ken Shapiro                   |
| 1981    | Callie & Son                              | Randall Bordeaux             | Waris Hussein                 |
| 1982    | Young Doctors in Love                     | Dr. Joseph Prang             | Garry Marshall                |
| 1982    | Tootsie                                   | Ron Carlisle                 | Sydney Pollack                |
| 1983    | Juegos de guerra                          | Dr. John McKittrick          | John Badham                   |
| 1984    | The Muppets Take Manhattan                | Martin Price                 | Frank Oz                      |
| 1984    | Cloak & Dagger                            | Jack Flack/Hal Osborne       | Richard Franklin              |
| 1985    | El hombre con un zapato rojo              | Cooper                       | Stan Dragoti                  |
| 1987    | Sworn to Silence                          | Martin Costigan              | Peter Levin                   |
| 1987    | Dragnet                                   | Jerry Caesar                 | Tom Mankiewicz                |
| 1988    | Hot to Trot                               | Walter Sawyer                | Michael Dinner                |
| 1990    | Donde está el corazón                     | Stewart McBain               | John Boorman                  |
| 1990    | Short Time                                | Burt Simpson                 | Gregg Champion                |
| 1991    | Meet the Applegates                       | Aunt Bea                     | Michael Lehmann               |
| 1991    | Nunca olvides                             | William John Cox             | Joseph Sargent                |
| 1992    | There Goes the Neighborhood               | Jeffrey Babitt               | Bill Phillips                 |
| 1993    | Atrapen al ladrón. ¿Al blanco o al negro? | Cecil Tolliver               | E. Max Frye                   |
| 1993    | The Beverly Hillbillies                   | Milburn Drysdale             | Penelope Spheeris             |
| 1994    | Judicial Consent                          | Charles Mayron               | William Bindley               |
| 1994    | Clifford                                  | Gerald Ellis                 | Paul Flaherty                 |
| 1997    | Un amour de sorcière                      | Joel                         | René Manzor                   |
| 1998    | You've Got Mail                           | Nelson Fox                   | Nora Ephron                   |
| 1999    | Taken                                     | Ethan Grover                 | Max Fischer                   |
| 1999    | Giving It Up                              | Johnathan Gallant            | Christopher Kublan            |
| 1999    | Inspector Gadget                          | Jefe Quimby                  | David Kellogg                 |
| 1999    | Stuart Little                             | Dr. Beechwood                | Rob Minkoff                   |
| 2001    | Recess: School's Out                      | Director Peter Prickly (voz) | Chuck Sheetz                  |
| 2002    | The Climb                                 | Mack                         | John Schmidt                  |
| 2002    | Moonlight Mile                            | Mike Mulcahey                | Brad Silberling               |
| 2003    | Where the Red Fern Grows                  | abuelo                       | Lyman Dayton y Sam Pillsbury  |
| 2005    | Domino                                    | Drake Bishop                 | Tony Scott                    |
| 2007    | Hard Four                                 | Spray Loomis                 | Charles Dennis                |
| 2007    | Heartland                                 | Dr. Bart Jacobs              |                               |
| 2009    | Law & Order: Special Victims Unit         | Frank Hager                  |                               |
| 2010-11 | Boardwalk Empire                          | Comodoro Louis Kaestner      |                               |
| 2010-11 | Pound Puppies                             | Mayor                        |                               |